# REO Motor Car Company
La REO Motor Car Company era una empresa estadounidense con sede en Lansing, Míchigan, que produjo automóviles y camiones desde 1905 hasta 1975. Durante un tiempo, también fabricó autobuses sobre las plataformas de sus camiones.
Ransom Eli Olds fue un emprendedor que fundó varias empresas en la industria del automóvil. En 1897 fundó Oldsmobile, aunque en 1905 dejó la compañía y estableció una nueva empresa, la REO Motor Car Company, en Lansing, Míchigan. Olds tenía el 52% de las acciones y los títulos de presidente y gerente general. Para garantizar un suministro fiable de piezas, organizó una serie de empresas subsidiarias, como la National Coil Company, la Michigan Screw Company y la Atlas Drop Forge Company.
Originalmente, la empresa se iba a llamar "R. E. Olds Motor Car Company", pero el propietario de la empresa anterior de Olds, que entonces se llamaba Olds Motor Works, se opuso, y amenazó con emprender acciones legales sobre la base de una posible confusión de nombres por parte de los consumidores.
En consecuencia, Olds cambió el nombre por sus iniciales. Su compañía rival, Olds Motor Works, pronto adoptó el nombre popular de sus vehículos, Oldsmobile (que, junto con Buick y Cadillac, se convirtió en una de las divisiones fundadoras de General Motors).
El nombre de la empresa se escribía alternativamente con todas las letras mayúsculas (REO) o con solo la primera (Reo), y los propios documentos de la empresa eran inconsistentes a este respecto, con la publicidad temprana utilizando las tres letras mayúsculas, y más tarde usando la forma "Reo", aunque el acrónimo se pronunciaba como una sola palabra (y no deletreando las tres iniciales separadamente). Lansing es la sede del Museo del Transpote R. E. Olds.

## Etapa inicial de REO

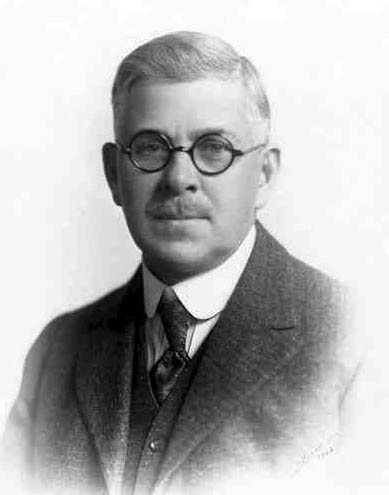
Ransom E. Olds, fundador de REO

Hacia 1907, las ventas brutas de REO alcanzaron los 4,5 millones de dólares, y la compañía era uno de los cuatro fabricantes de automóviles más ricos de los Estados Unidos. Después de 1908, sin embargo, a pesar de la introducción de automóviles mejorados diseñados por Olds, la participación de REO en el mercado disminuyó debido en parte a la competencia de empresas emergentes como Ford y General Motors.
En 1910, REO agregó a la compañía una división de fabricación de camiones y una planta canadiense en St. Catharines. Dos años más tarde, Olds afirmó que había construido su mejor automóvil, un tourer capaz de acomodar dos, cuatro o cinco pasajeros, con un motor de 30-35 HP (30,4-35,5 CV), ruedas de 32 pulgadas (81,3 cm), una distancia entre ejes de 112 pulgadas (2845 mm) y un coste de 1055 dólares (sin incluir la capota, el parabrisas o un tanque de gasolina de mayor capacidad, que costaban $100 adicionales). Además, estaba disponible el arranque eléctrico por otros $25. En comparación, modelos de la competencia como el Cole 30 y el Colt Runabout tenían un precio de $1500; un Kirk modelo Yale valía $1000; el Oldsmobile Runabout producido en masa se vendía por $650; un Western Gale Modelo A costaba $500; un Brush Runabout 485 $; un Black se podía adquirir por $375; y el Success se vendía por el increíblemente bajo precio de $250.

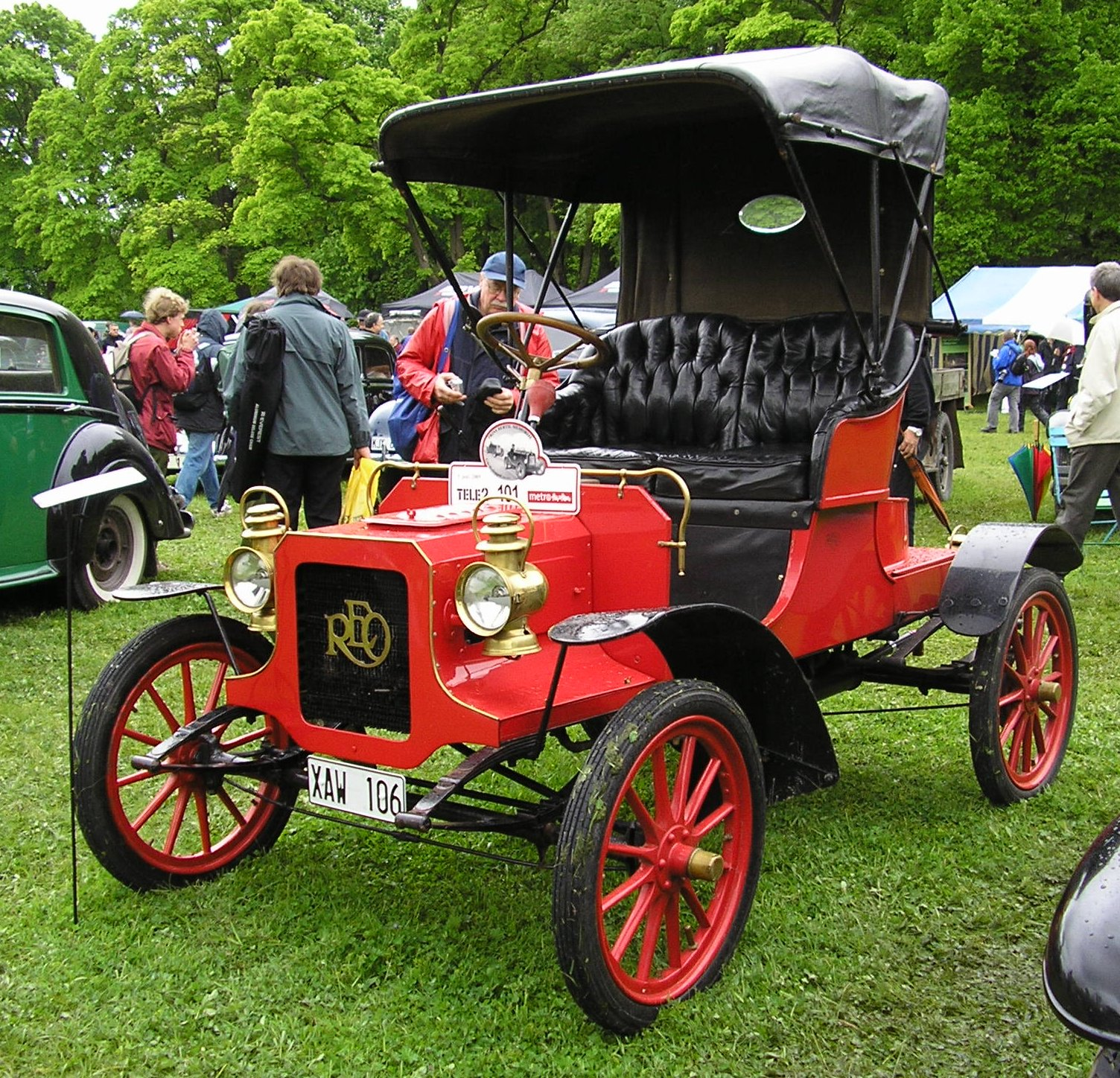
REO Modelo B Runabout de 1906, exhibido en 2005

En 1915, Olds cedió el título de gerente general a su protegido Richard H. Scott, y ocho años más tarde también terminó su mandato como presidente de la compañía, conservando el cargo de presidente de la junta.
Quizás el episodio de REO más famoso fue el viaje Trans-Canadá de 1912. Recorriendo 4176 millas (6720 km) desde Halifax, Nueva Escocia, a Vancouver, Columbia Británica, en un auto de turismo especial REO de 1912, el mecánico/conductor Fonce V. (Jack) Haney y el periodista Thomas W. Wilby hicieron el primer viaje en automóvil a través de Canadá (incluida una corta excursión al noreste del estado de Washington cuando las carreteras canadienses eran prácticamente intransitables).
De 1915 a 1925, bajo la dirección de Scott, REO siguió siendo rentable. En 1923, la compañía vendió uno de los primeros vehículos recreativos, denominado "Motor Pullman Car". Diseñado por J. H. Brown, editor del periódico de Battle Creek (Míchigan), el automóvil incluía una extensión desplegable para dormir, una estufa de gas incorporada y un refrigerador. Durante 1925, Scott (al igual que muchos de sus competidores contemporáneos), inició un ambicioso programa de expansión ideado para hacer que la empresa fuera más competitiva ofreciendo automóviles en diferentes rangos de precios. El fracaso de este programa y los efectos de la Gran Depresión provocaron tales pérdidas que Olds puso fin a su retiro durante 1933 y asumió nuevamente el control de REO, aunque renunció en 1934. Durante 1936, la compañía abandonó la fabricación de automóviles para concentrarse en los camiones.

## Automóviles de lujo

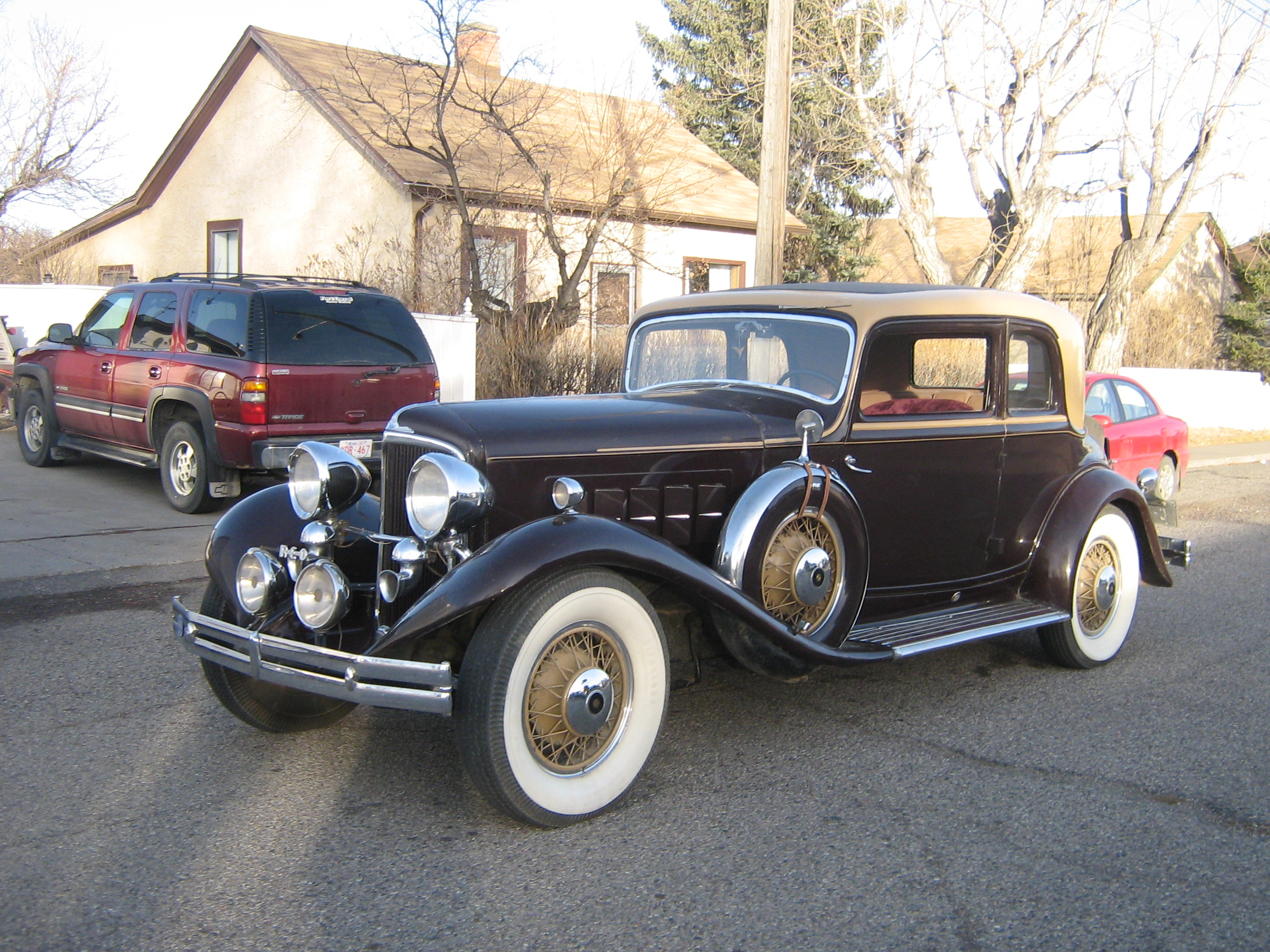
Reo Royale Victoria Eight de 1931

Los dos coches más memorables de la compañía fueron el Reo Flying Cloud presentado en 1927 y el Reo Royale 8, lanzado en 1931.
El Flying Cloud fue el primer automóvil en utilizar el nuevo sistema de frenos de expansión interna hidráulica de Lockheed, y su diseño era obra del estilista Fabio Segardi. Si bien se le atribuye a Ned Jordan el haber cambiado la forma de la publicidad con sus anuncios de "En algún lugar al oeste de Laramie" para su Jordan Playboy, el Flying Cloud de Reo, con un nombre que evocaba imágenes de velocidad y ligereza, cambió la forma en la que se denominarían los automóviles en el futuro. Su distancia entre ejes era de 115 pulgadas (292,1 cm). Curiosamente, el último automóvil fabricado por REO en 1936 fue un Flying Cloud.
En abril de 1927, Reo presentó la marca de automóviles Wolverine como modelo complementario del Flying Cloud. Con un motor Continental, ruedas de radios de madera y un patrón de rejillas horizontales diferente al del radiador del Flying Cloud, el Wolverine se fabricó hasta 1928.
El Reo Royale de 1931 fue un diseño que marcó tendencia, introduciendo elementos de diseño que fueron un precedente para los verdaderos vehículos aerodinámicos en el mercado estadounidense. El modelo de ocho cilindros se vendió hasta 1933 con actualizaciones menores, aunque el nombre se usó en un modelo de seis cilindros de menor precio hasta 1935. Beverly Rae Kimes, editor del Catálogo estándar de automóviles estadounidenses, denomina al Royale como "el Reo más fabuloso de todos". Además de su elegante carrocería diseñada por Amos Northup, el Royale ofrecía un motor de ocho cilindros en línea con un cigüeñal de nueve cojinetes, lubricación de un solo paso y persianas de radiador controladas por termostato, que rendía 125 HP (126,7 CV). Las distancias entre ejes de fábrica eran de 131 pulgadas (3327,4 mm) (Modelo 8-31) y 135 pulgadas (3429,0 mm) (Modelo 8-35); e incluso una versión personalizada de 1932 alcanzaba 152 pulgadas (3860,8 mm) (Modelo 8-52). También se construyeron en 1931 tres unidades carrozadas por Dietrich con una batalla de 148 pulgadas (3759,2 mm). A partir de 1933, el Royale presentó como opción el una transmisión semiautomática diseñada por REO, la Self-Shifter. El Modelo 8-31 tenía un precio de $2145, y el modelo 8-35 costaba desde $2745 para el sedán hasta $3000 para el descapotable cupé. Los coches con carrocerías de encargo tenían un precio cercano a los $6000. El Victoria convertible costaba 3195 dólares, aunque se sabe que solo se construyó uno. Los 8-35 y 8-52 se consideran automóviles clásicos completos según las normas del Classic Car Club of America.

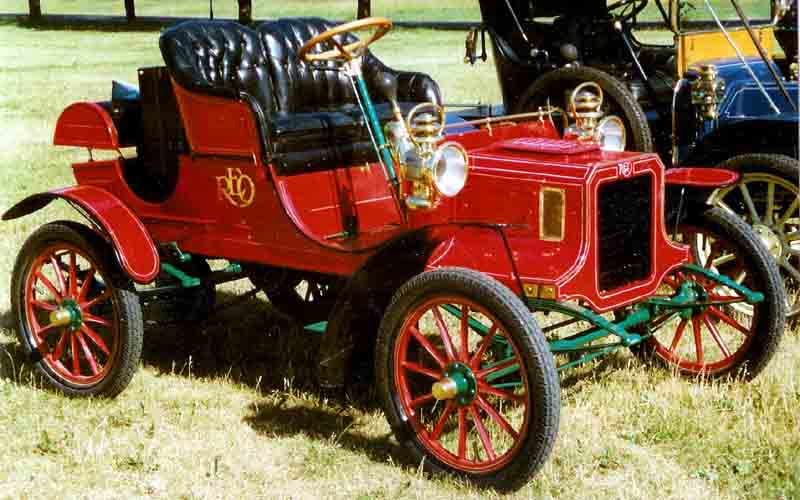
REO runabout de 1906
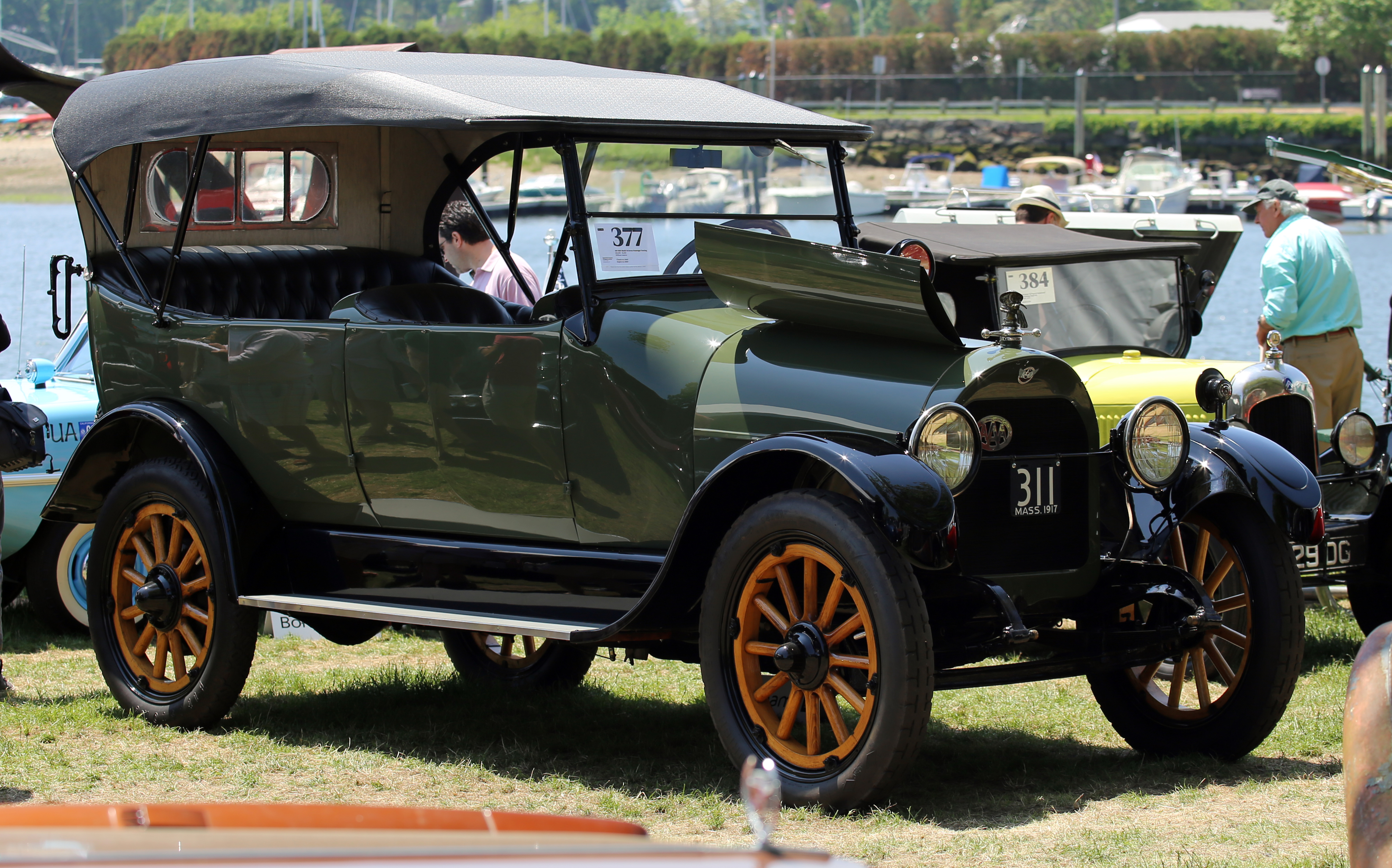
Modelo M Touring de 1917
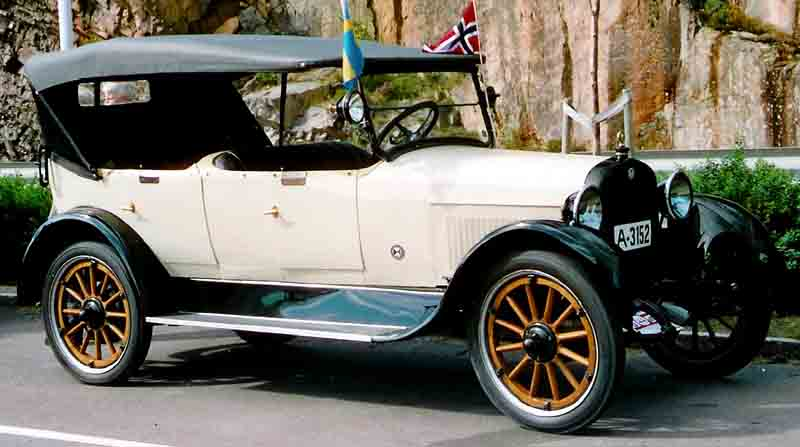
REO Touring de 1919
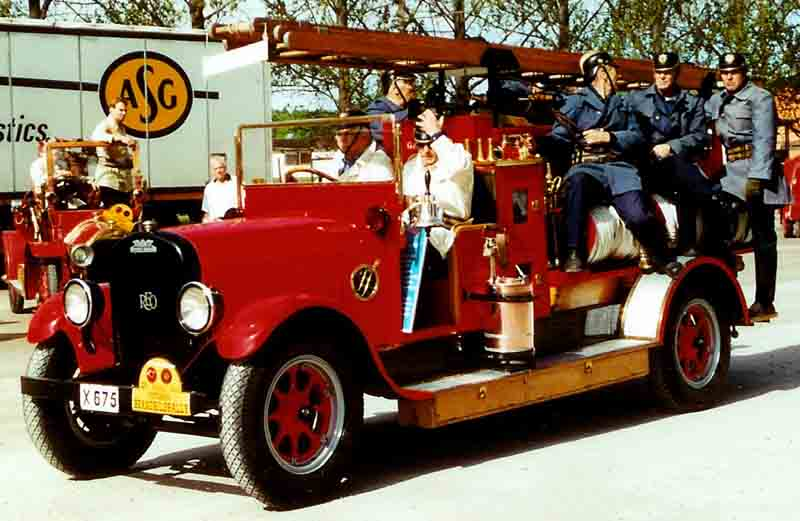
Camión de bomberos REO
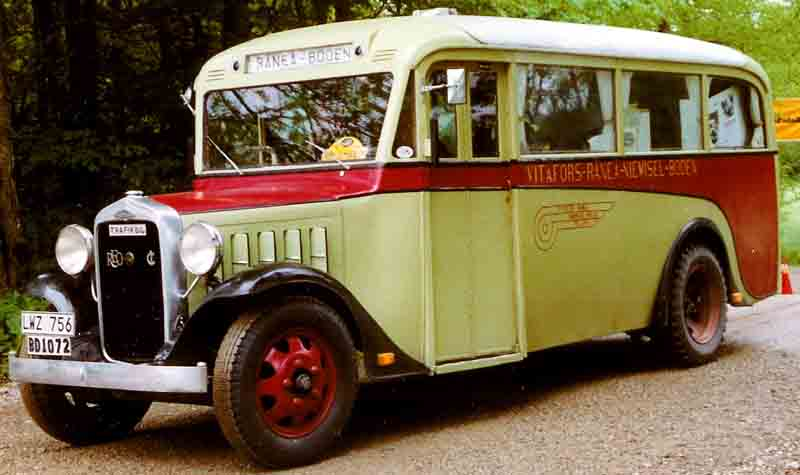
Autobús REO de 1934
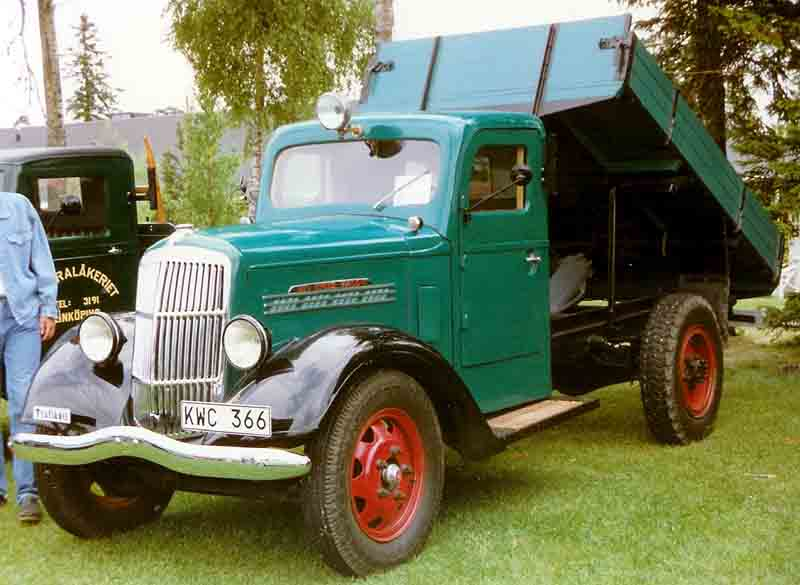
Camión REO Speed Wagon de 1939
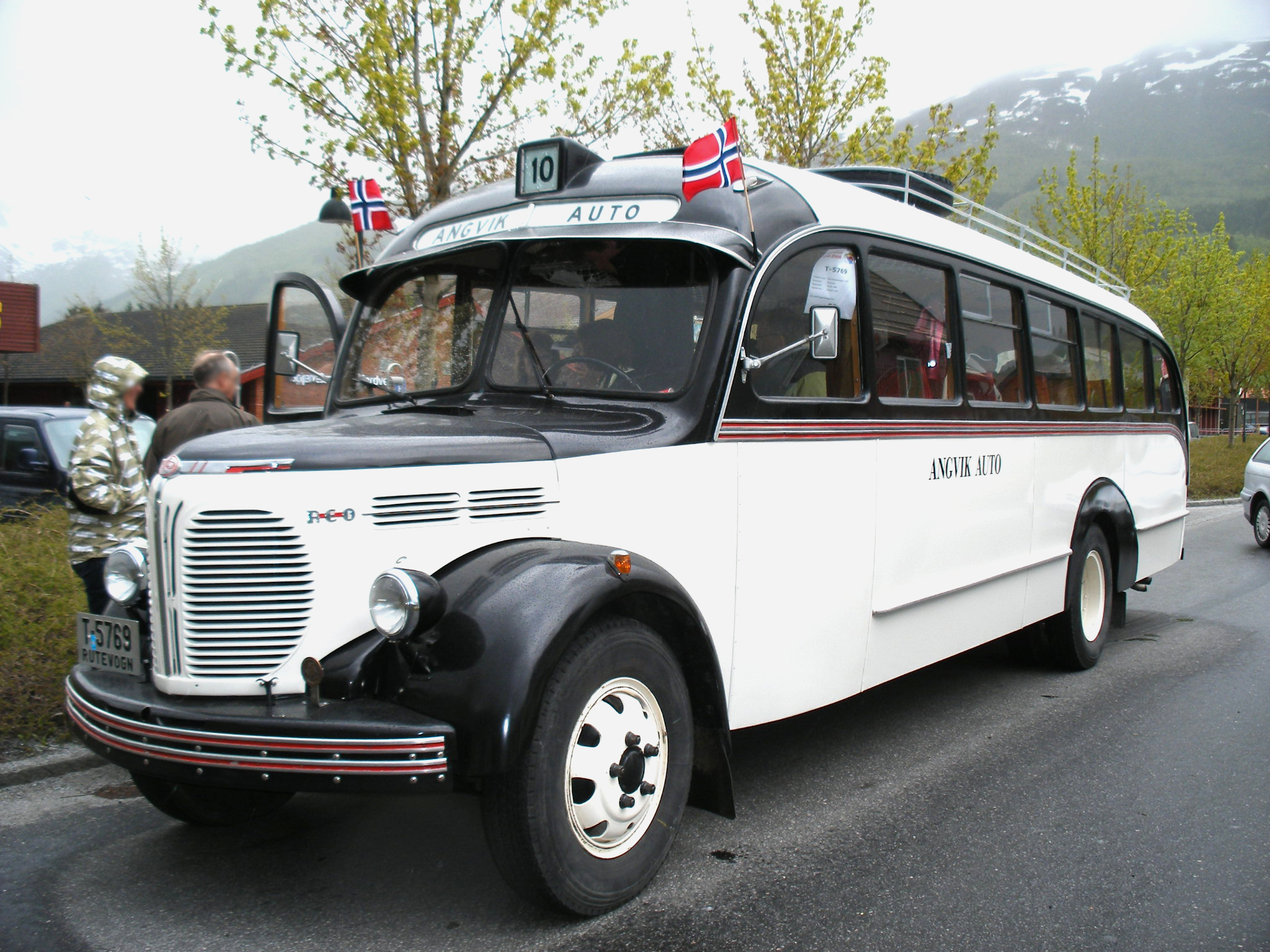
Autobús REO en Noruega
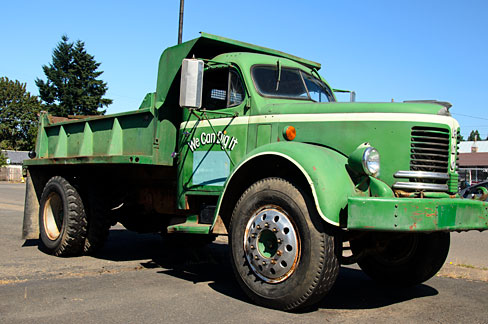
Camión Cottage Grove Dump, en Lane, Oregón
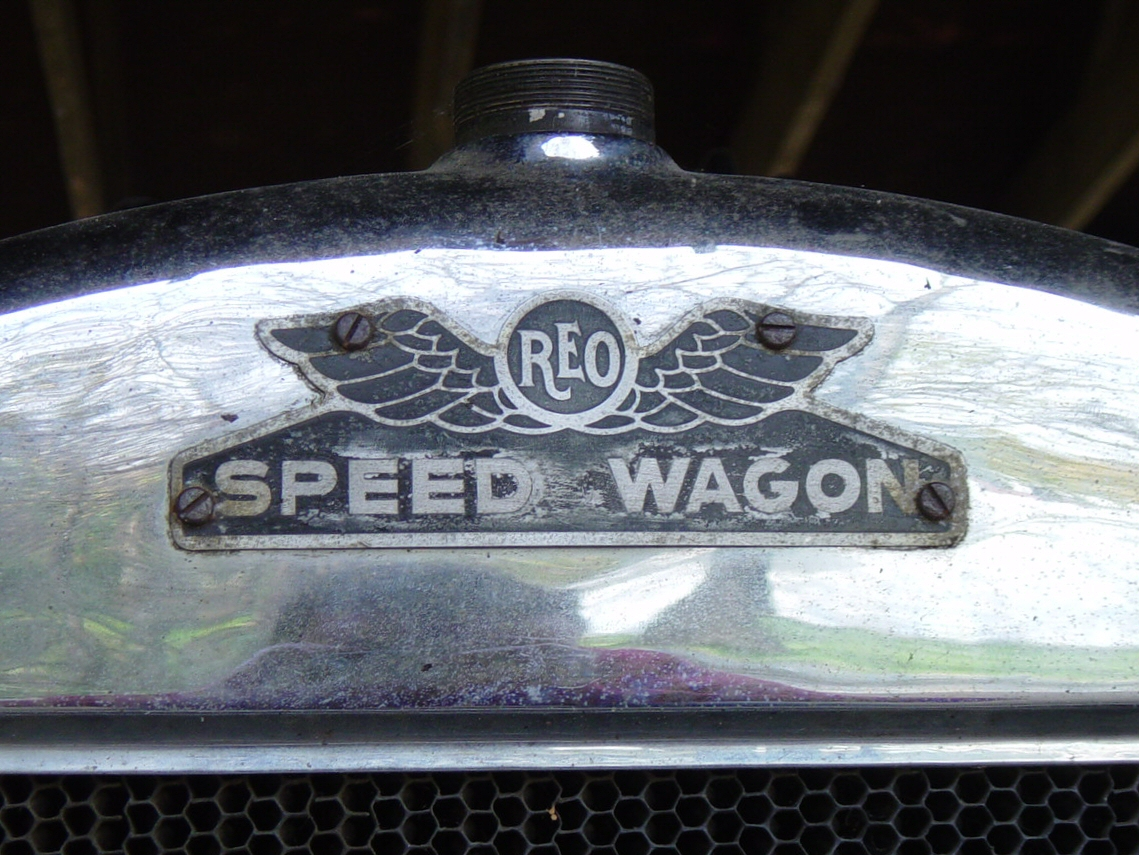
Insignia de un camión de bomberos REO Speed Wagon
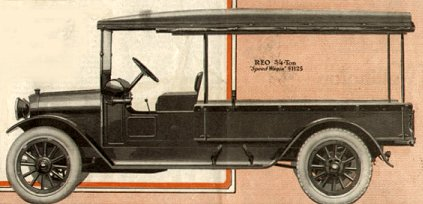
REO Speed Wagon en un anuncio de 1917
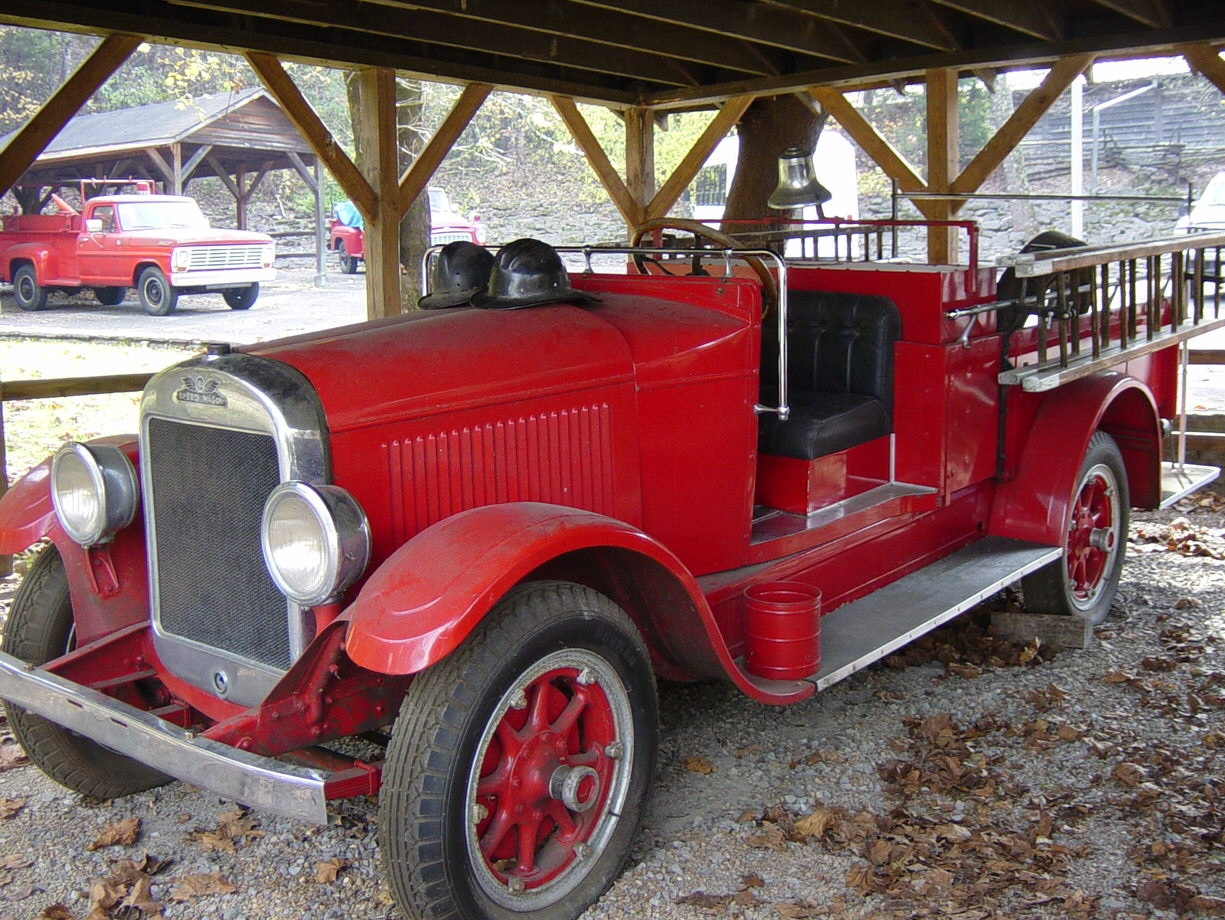
Camión de bomberos REO Speed Wagon en la Destilería de Jack Daniel's, Lynchburg, Tennessee
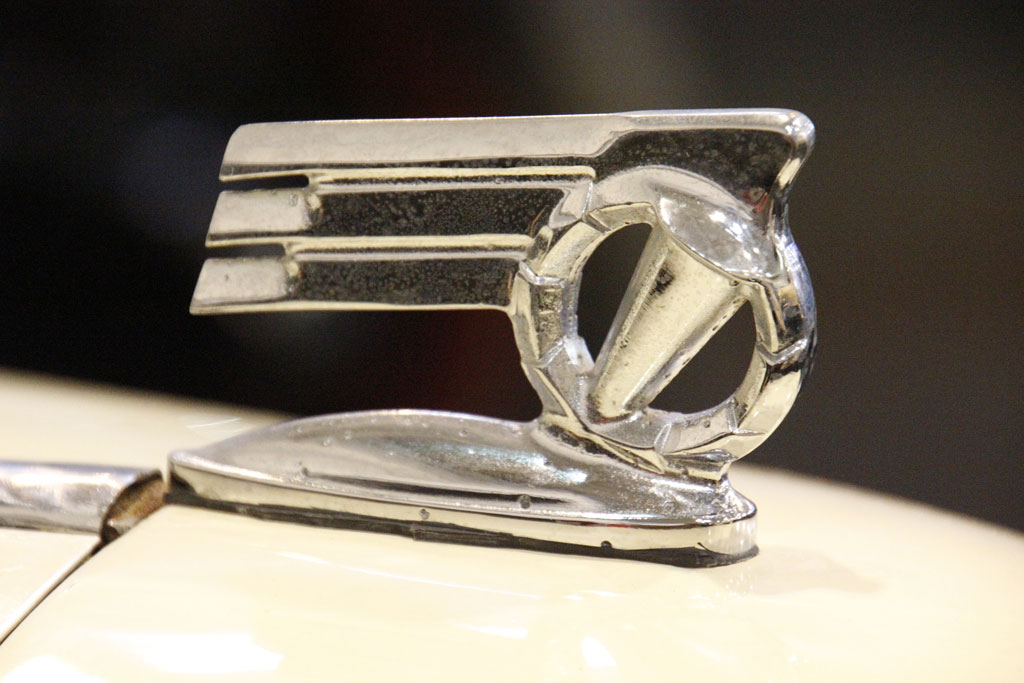
Reo Flying Cloud de 4.7-litros
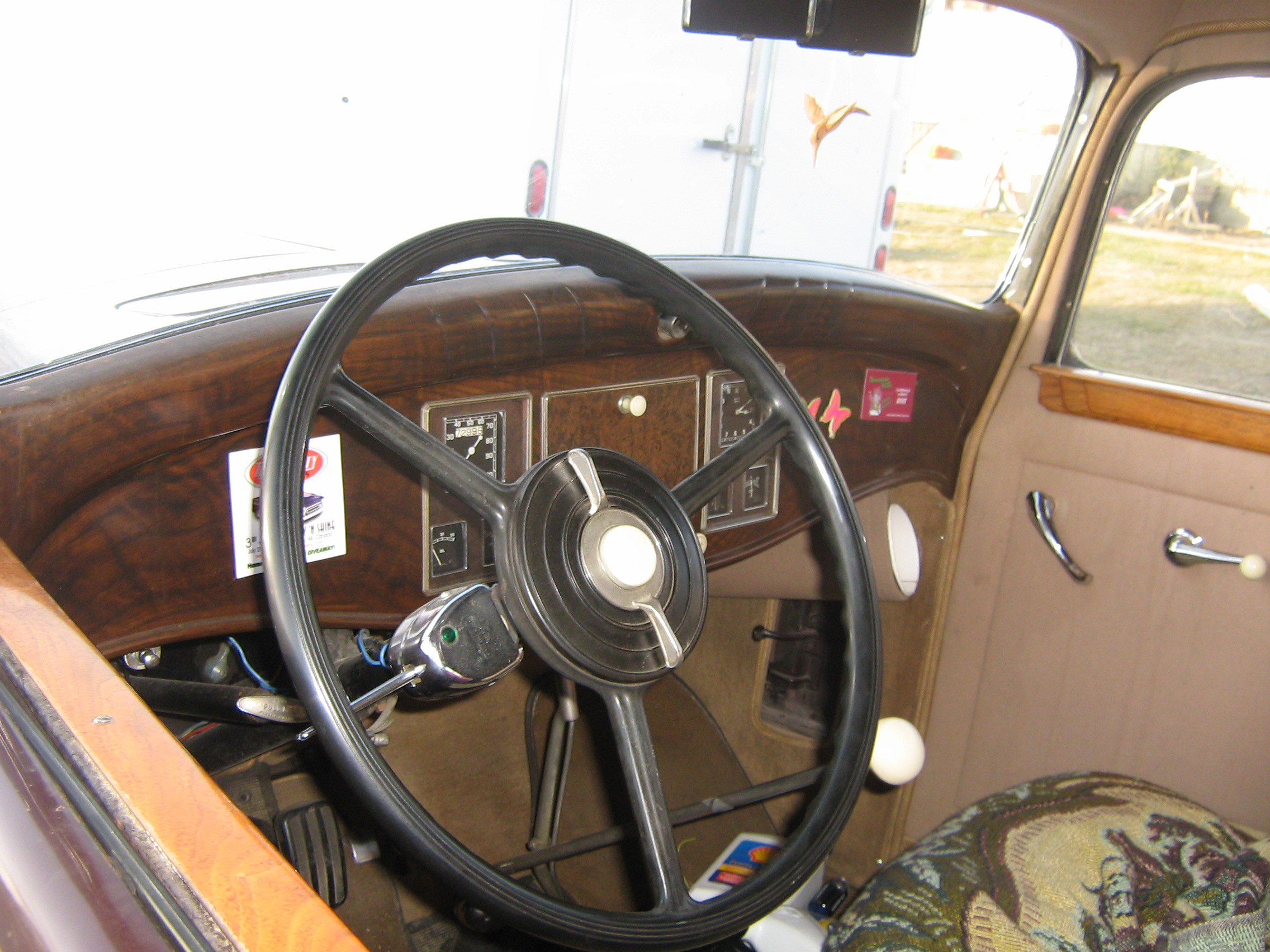
Reo Royale Victoria Eight de 1931
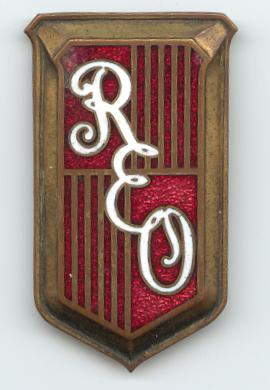
Emblema de un Reo Flying Cloud (modelo de 1930)

## Después de los turismos

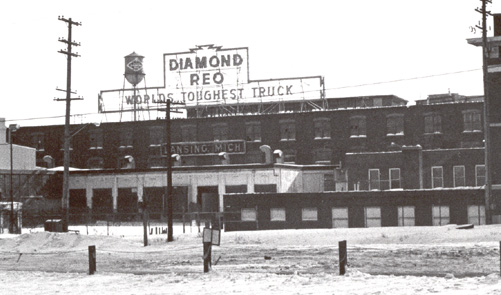
Factoría de REO en 1977

Aunque los pedidos de camiones durante la Segunda Guerra Mundial le permitieron revivir un poco, la compañía permaneció inestable en la época de la posguerra, lo que resultó en una reorganización por quiebra. En 1954, la empresa todavía tenía problemas financieros y vendió sus operaciones de fabricación de vehículos (el activo principal de la empresa) a la Bohn Aluminum and Brass Corporation de Detroit. Tres años más tarde, en 1957, la operación de fabricación de vehículos de Reo se convirtió en una subsidiaria de la White Motor Company. White luego fusionó REO con Diamond T Trucks en 1967 para formar Diamond Reo Trucks. En 1975, esta empresa se declaró en quiebra y la mayoría de sus activos fueron liquidados. Volvo más tarde se hizo cargo de White y, por lo tanto, actualmente posee los derechos de la marca REO.
Mientras tanto, después de vender la operación de fabricación de vehículos de Reo a Bohn en 1954, la gerencia comenzó a liquidar el resto de la empresa. Por razones fiscales, un grupo de accionistas impugnó con éxito la liquidación en una lucha por poderes en septiembre de 1955 y obligó a REO a hacerse cargo de una pequeña empresa de servicios nucleares llamada Nuclear Consultants, Inc. en una adquisición inversa. La empresa resultante, Nuclear Corporation of America, Inc., se diversificó y compró otras compañías para convertirse en un conglomerado, extendiéndose a una variedad de campos que incluían viviendas prefabricadas y la fabricación de vigas de acero, además de los servicios nucleares. La mayoría de estos negocios fueron fracasos y la empresa volvió a quebrar en 1966. Después de la reorganización, solo quedó el exitoso negocio de las vigas de acero. La empresa comenzó a producir acero reciclado y finalmente se rebautizó como Nucor.

## Acuerdo con Studebaker

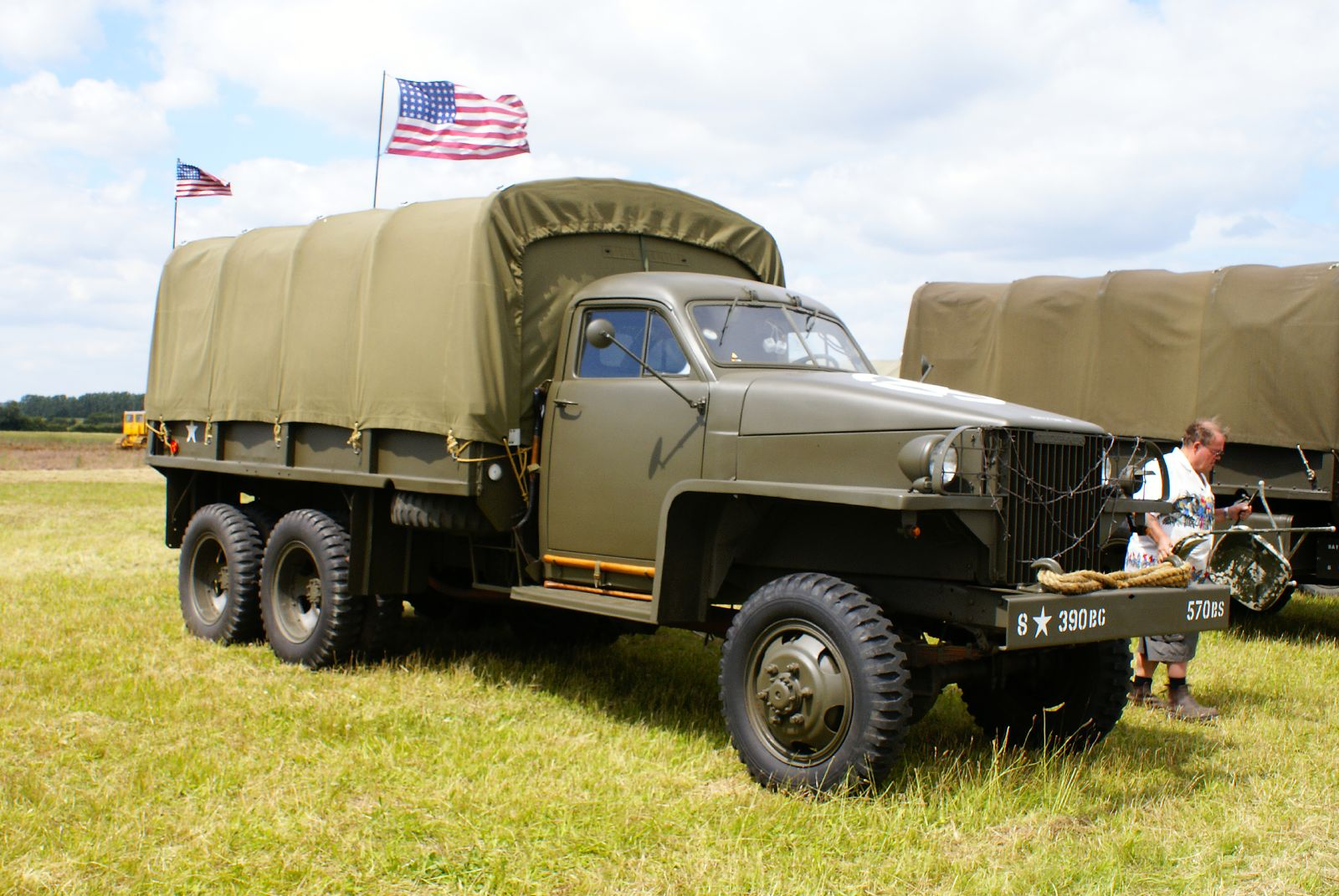
Camión militar REO US6

Durante la Segunda Guerra Mundial, la empresa produjo bajo licencia de Studebaker una serie de camiones US6. Aunque en su mayor parte fueron construidos por Studebaker, las versiones REO incluyeron algunos cambios, como diferentes manijas de las puertas y un motor más potente. Se estima que REO produjo alrededor de 20.000 de estos camiones y, a diferencia de los camiones Studebaker originales que también fueron utilizados por los Estados Unidos, las versiones REO se exportaron solo a la Unión Soviética.

## Algunos productos

### Automóviles
- 19 AS
- 96-T
- Comet
- DC
- Flying Cloud
- Flying Cloud Mate
- GB
- Gold Comet
- M-109
- M-34
- M-35
- M-35 A1
- M-48
- M-49
- M-50
- M-52
- M-Series
- M-246
- R-5 "Reo the Fifth"
- Royale
- Royale Elite
- Runabout
- T-6

### Camiones
- 19 AS
- AC
- Apollo
- Comet
- DC
- GB
- Giant
- Gold Comet
- M35
- Raider
- Royale
- Speed Wagon
- Speed Delivery
- Speed Tanker

### Autobuses
- 96HTD
- Serie W
- Gold Comet

## Clientes
- Toronto Transportation Commission
- Fuerzas de Defensa de Israel

## REO en la cultura popular

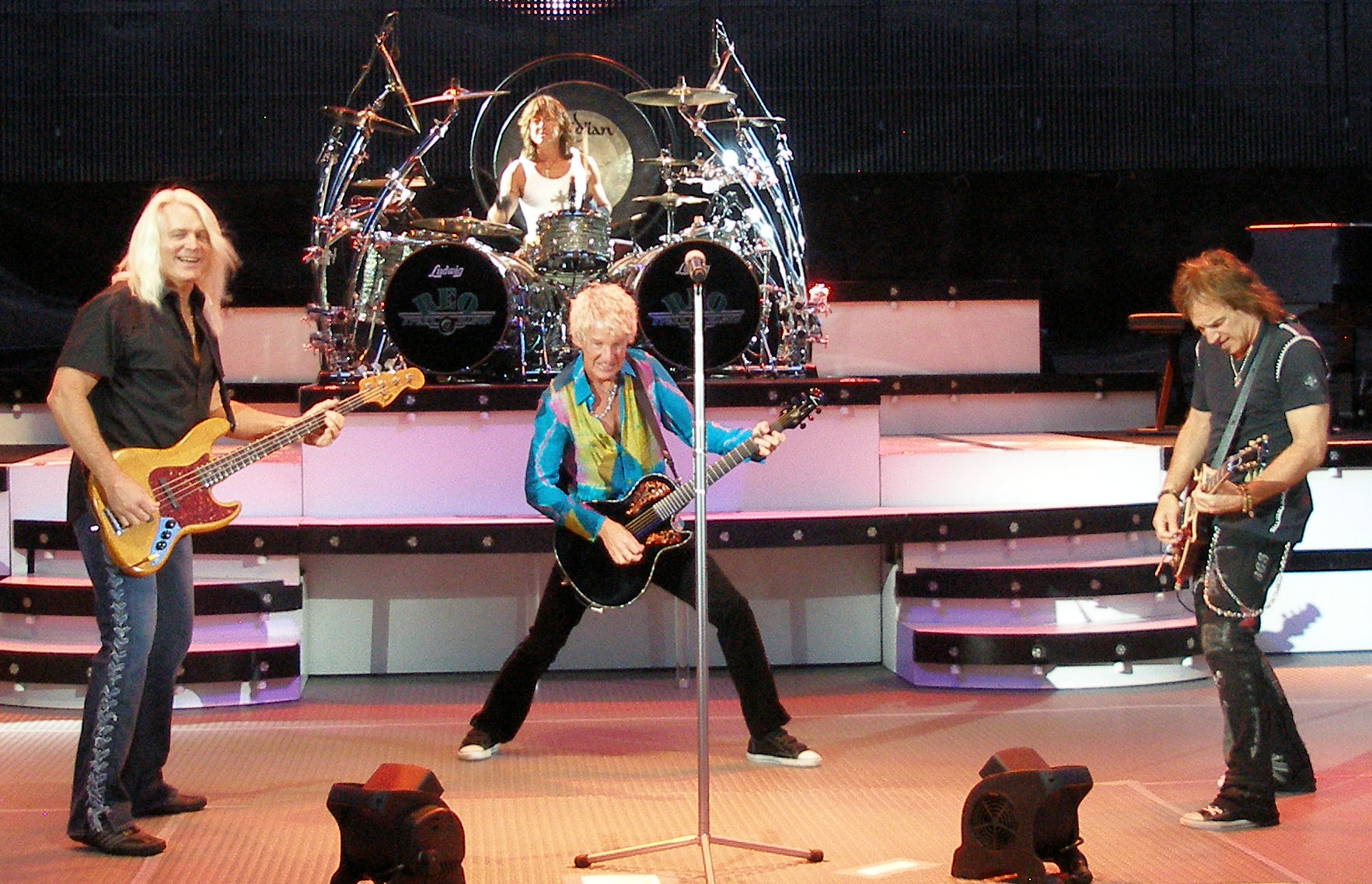
La banda estadounidense REO Speedwagon tomó su nombre del vehículo homónimo

- La banda REO Speedwagon tomó su nombre del camión de reparto ligero REO Speed Wagon, un antepasado de los pickup.
- La banda Diamond Rio tomó su nombre de la compañía sucesora de REO, Diamond Reo Trucks.[17] La banda escribió mal "Reo" como "Rio", pero el cantante principal Marty Roe decidió convertir su error en una virtud. "Me gusta así. Tiene un sabor campestre del sudoeste", le dijo a Jack Hurst del Chicago Tribune.[18]
- Un REO se menciona en un cuento divertido de 1933 "El coche que teníamos que empujar" de James Thurber. Cuenta la historia del automóvil de la familia de Thurber, que solo arrancaría si se empujaba un buen trecho. Después de varias aventuras pintorescas, el coche es destruido por un tranvía.[19]
- En la película de John Wayne El gran Jack, ambientada en 1909, los Rangers de Texas viajaban en vehículos REO, que luego eran destruidos por los bandidos (los coches destruidos eran réplicas, en lugar de los vehículos reales).
- La canción "The Incomparable Mr. Flannery" de la banda "Clutch" de su álbum de 2005 "Robot Hive/Exodus" menciona el REO Speed Wagon.
- La canción Night Guard del músico folclórico canadiense Stan Rogers menciona "un Reo desmayado que viene para otra carga". En la canción, el Reo es el vehículo que los ladrones han estado usando para transportar las reses que le han robado a un ex jinete de rodeo que dejó el circuito para dedicarse a la ganadería. La canción termina con el ranchero disparando su rifle Winchester de calibre 7.7 a los ladrones y luego llamando a la policía (que no le había ayudado alegando falta de pruebas).
- En la novela Tiempo para amar de Robert A. Heinlein, Maureen Smith explica a Lazarus Long que su esposo se deshizo de su automóvil cuando regresó al ejército, no porque quisiera dejarla sin automóvil, sino porque no lo usaría durante la guerra y porque pensó que ella tampoco lo haría. No quiero aprender a conducirlo. Citando a su esposo, dice: "'No vendí el Reo para atarte. Si quieres conducir, cómprate un Ford; es más fácil de aprender a conducir". Le dije que no quería conducir; y que esperaría hasta que llegara a casa".
- En la novela Sra. Bridges de Evan S. Connell, la Sra. Bridges conduce un Reo.
- En el episodio Arresto del ciudadano de El programa de Andy Griffith, Andy y Barney están discutiendo un caso que involucraba a un hombre que conducía un Reo Flying Cloud.
- En el libro "The Power of the Dod" de Thomas Savage, los hermanos de Burbank conducen un Reo.

## Anuncios
|  |  |  |  |